# Olingen
Olingen (en luxemburguès: Ouljen; alemany: Olingen) és una vila i centre administratiu de la comuna de Betzdorf, situada al districte de Grevenmacher del cantó de Grevenmacher. Està a uns 15 km de distància de la ciutat de Luxemburg.